# マッチャーヌ級潜水艦
| マッチャーヌ級潜水艦 | マッチャーヌ級潜水艦                                |
| -------------------- | --------------------------------------------------- |
|                      |                                                     |
| 艦級概観             |                                                     |
| 艦種                 | 潜水艦                                              |
| 性能諸元             |                                                     |
| 排水量               | 水上375t、水中430t                                  |
| 全長                 | 51.0m                                               |
| 機関                 | ディーゼル/電動機2基2軸 水上:1,000馬力 水中:540馬力 |
| 速力                 | 水上:15.7kt 水中:8.1kt                              |
| 航続距離             | 水上:10ktで4,770海里                                |
| 燃料                 | 重油：282トン                                       |
| 乗員                 | 29名                                                |
| 兵装                 | 8cm単装砲1門 45cm魚雷発射管 艦首4門 魚雷8発         |
| 備考                 | 安全潜航深度:60m                                    |

マッチャーヌ級潜水艦（泰: เรือดำน้ำชั้นมัจฉาณุ, 英: HTMS Matchanu class submarine）は、タイ海軍の潜水艦。
タイ初の潜水艦で、同型艦4隻が大日本帝国で建造され、シャム王国へ1938年（昭和13年）に納入された。

## 概要
海軍の近代化を進めていたシャム王国海軍が、1935年に潜水艦建造を国際入札にかけ、帝国海軍による乗組員訓練付きで三菱重工が落札した。
1937年から1938年にかけて、三菱重工業神戸造船所で4隻が竣工した。なお、造船所の名を取って「三菱型」とも呼ばれる。現在に至るまで、日本が建造した唯一の輸出潜水艦である。
設計・性能は、当時の日本製潜水艦に準じるが、発令所の下方にセーフティ・タンクを設け、緊急時の急速浮上に万全を期した設計となっていた。

### 日本での訓練
タイ海軍にとって初めての潜水艦であり、訓練生118名を竣工に先立って日本へ派遣し、訓練を受けさせている。
1936年5月31日、第一陣40名が客船「那智山丸」でタイを出発、6月12日に神戸に到着した。6月13日から10月25日まで千葉県船橋市の小学校に滞在し、軽巡洋艦「龍田」士官の監督指導のもと、訓練を行っている。

## 就役から戦中
1・2番艦は1936年5月6日に起工し、同12月24日に進水。1937年9月4日に竣工、引き渡しが行われ、タイ海軍は『潜水艦の日』として記念日に制定した。その後3・4番艦も竣工し、1938年6月に彼らの手により神戸を出港、3週間掛けて台湾とフィリピンを経由してバンコクへ無事到着し、7月19日に就役した。
1940年の仏領インドシナとの国境紛争では哨戒任務に、1945年のバンコク空襲後には、搭載発電機で市街に電力供給を行った。大きな戦闘に従事することはなく、4隻全てが終戦を迎えている。

## 戦後

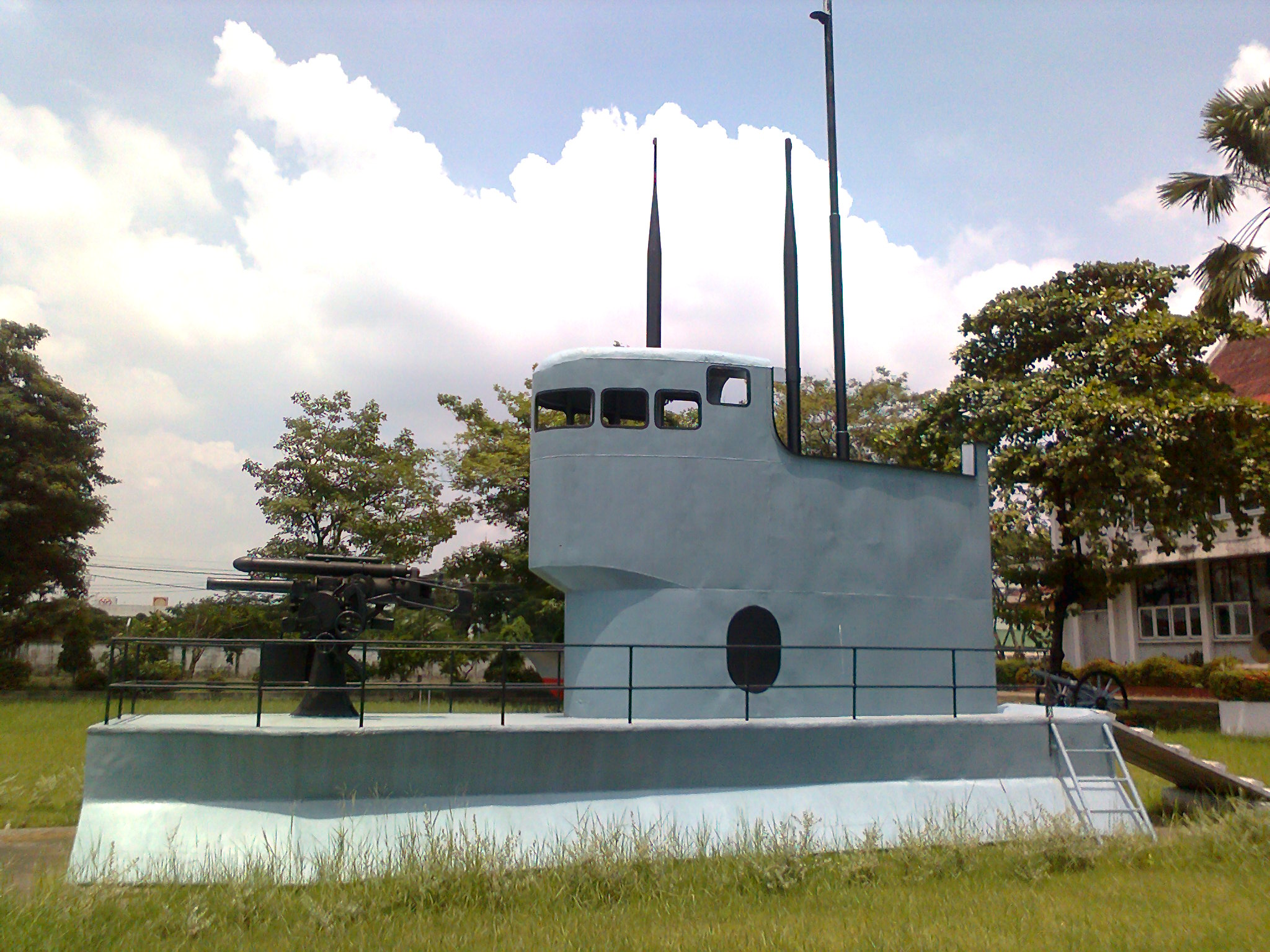
タイ海軍博物館のマッチャーヌ艦橋

日本の敗戦によりメンテナンスに支障を来したこと、1951年の海軍クーデター（マンハッタンの反乱）失敗のあおりを受け、1951年11月30日、4隻とも退役、後に解体された。
現在は、1番艦「マッチャーヌ」の艦橋と単装砲がタイ海軍博物館に展示されている。

## 艦名
艦名はタイの古典文学（ラーマキエン、プラ・アパイ・マニー、クン・チャーン=クン・ペーン）から採られ、1番艦のマッチャーヌはハヌマーンの息子にちなんでいる。
- 1番艦:マッチャーヌ（タイ語版）（มัจฉานุ）
- 2番艦:ウイルン（タイ語版）（:วิรุณ）
- 3番艦:シンサムッタ（タイ語版）（สินสมุทร）
- 4番艦:プライ・チュンポーン（タイ語版）（พลายชุมพล）